# Грандв'ю (Індіана)
Грандв'ю (англ. Grandview) — місто (англ. town) в США, в окрузі Спенсер штату Індіана. Населення — 698 осіб (2020).

## Географія
Грандв'ю розташований за координатами 37°56′9″ пн. ш. 86°59′0″ зх. д. / 37.93583° пн. ш. 86.98333° зх. д. (37.935962, -86.983467).  За даними Бюро перепису населення США в 2010 році місто мало площу 2,49 км², з яких 2,48 км² — суходіл та 0,00 км² — водойми.

## Демографія
Згідно з переписом 2010 року, у місті мешкало 749 осіб у 288 домогосподарствах у складі 199 родин. Густота населення становила 301 особа/км².  Було 314 помешкання (126/км²).
Расовий склад населення:
| - 96,1 % — білих - 1,5 % — чорних або афроамериканців - 0,3 % — корінних американців |

До двох чи більше рас належало 2,0 %. Частка іспаномовних становила 1,1 % від усіх жителів.
За віковим діапазоном населення розподілялося таким чином: 27,9 % — особи молодші 18 років, 59,8 % — особи у віці 18—64 років, 12,3 % — особи у віці 65 років та старші. Медіана віку мешканця становила 37,3 року. На 100 осіб жіночої статі у місті припадало 84,5 чоловіків;  на 100 жінок у віці від 18 років та старших — 88,2 чоловіків також старших 18 років.
Середній дохід на одне домашнє господарство  становив 43 532 долари США (медіана — 36 750), а середній дохід на одну сім'ю — 50 299 доларів (медіана — 47 500). Медіана доходів становила 43 750 доларів для чоловіків та 28 750 доларів для жінок. За межею бідності перебувало 30,3 % осіб, у тому числі 46,8 % дітей у віці до 18 років та 6,3 % осіб у віці 65 років та старших.
Цивільне працевлаштоване населення становило 259 осіб. Основні галузі зайнятості: виробництво — 33,6 %, мистецтво, розваги та відпочинок — 15,4 %, роздрібна торгівля — 14,7 %.